# Carlo Ciattini

Bischofswappen von Carlo Ciattini

Carlo Ciattini (* 20. März 1951 in Cerreto Guidi, Provinz Florenz, Italien) ist ein italienischer römisch-katholischer Geistlicher und Bischof von Massa Marittima-Piombino.

## Leben
Carlo Ciattini empfing am 14. Mai 1989 das Sakrament der Priesterweihe.
Am 15. Dezember 2010 ernannte ihn Papst Benedikt XVI. zum Bischof von Massa Marittima-Piombino. Der Bischof von San Miniato, Fausto Tardelli, spendete ihm am 13. Februar 2011 die Bischofsweihe; Mitkonsekratoren waren der Erzbischof von Florenz, Giuseppe Betori, und der Bischof von Massa Carrara-Pontremoli, Giovanni Santucci. Die Amtseinführung erfolgte am 6. März 2011.